# Coleophora arenbergeri
Coleophora arenbergeri é uma espécie de mariposa do gênero Coleophora pertencente à família Coleophoridae.